# Ворончихин, Иван Тихонович
Иван Тихонович Ворончихин (3 [16] августа 1903, с. Тугбулатово, Глазовский уезд, Вятская губерния, Российская империя — ?) — советский государственный и партийный деятель, председатель Президиума Верховного Совета Удмуртской АССР (1938—1939).

## Биография
Член ВКП(б). Являлся слушателем Курсов марксизма-ленинизма при ЦК ВКП(б) (1935), окончил два курса Историко-партийного института Красной профессуры (1937).
- 1919—1921 гг. — в РККА, участвовал в гражданской войне,
- 1921—1926 гг. — секретарь Ключевской волостной ячейки РКП(б), инструктор, секретарь Глазовского уездного комитета, заведующий организационным отделом Вотского областного комитета РКСМ — ВЛКСМ,
- 1926—1927 гг. — секретарь Вавожского уездного комитета ВКП(б) (Вотская автономная область),
- 1927—1930 гг. — член правления Глазовского Союза кустарных, сельскохозяйственных и кредитных кооперативов Северного района,
- 1930—1931 гг. — заместитель заведующего агитационно-массовым отделом областного комитета ВКП(б) Вотской автономной области,
- 1931 г. — редактор газеты «Удмурт коммуна»,
- 1931—1932 гг. — секретарь Мжгинского районного комитета ВКП(б) (Вотская — Удмуртская автономная область),
- 1932—1933 гг. — заведующий отделом кадров областного комитета ВКП(б) Удмуртской автономной области,
- 1937—1938 гг. — народный комиссар просвещения Удмуртской АССР,
- 1938—1939 гг. — председатель Президиума Верховного Совета Удмуртской АССР.

## Награды и звания
Награждён орденом Трудового Красного Знамени.

## Комментарии
1. ↑  Ныне — в Глазовском районе, Удмуртия, Россия.